# Paraclius yongpinganus
Paraclius yongpinganus är en tvåvingeart som beskrevs av Yang och Saigusa 2001. Paraclius yongpinganus ingår i släktet Paraclius och familjen styltflugor.
Artens utbredningsområde är Yunnan (Kina). Inga underarter finns listade i Catalogue of Life.